# Harry La Montagne
Propriétaire de chevaux de course, peintre et sculpteur, vétéran de la Grande Guerre et “sportsman”, Harry Austen La Montagne, né le 20 novembre 1869 à New York, est mort le 15 juin 1959 dans son appartement du Plaza Hotel,.

## Biographie
Il est le fils d’Auguste La Montagne, négociant en vins et d’Anne Davis, fille d’un important promoteur new-yorkais, Thomas E. Davis. Faisant le bilan de sa vie, Harry estimait qu’il avait passé la moitié de son existence en France et l’autre aux États-Unis.
Il suivit des études de beaux-arts à l'Académie Julian à Paris. Il était aussi le beau-frère du Prix Nobel de la paix, Président de l’Université Columbia, Nicholas Butler.

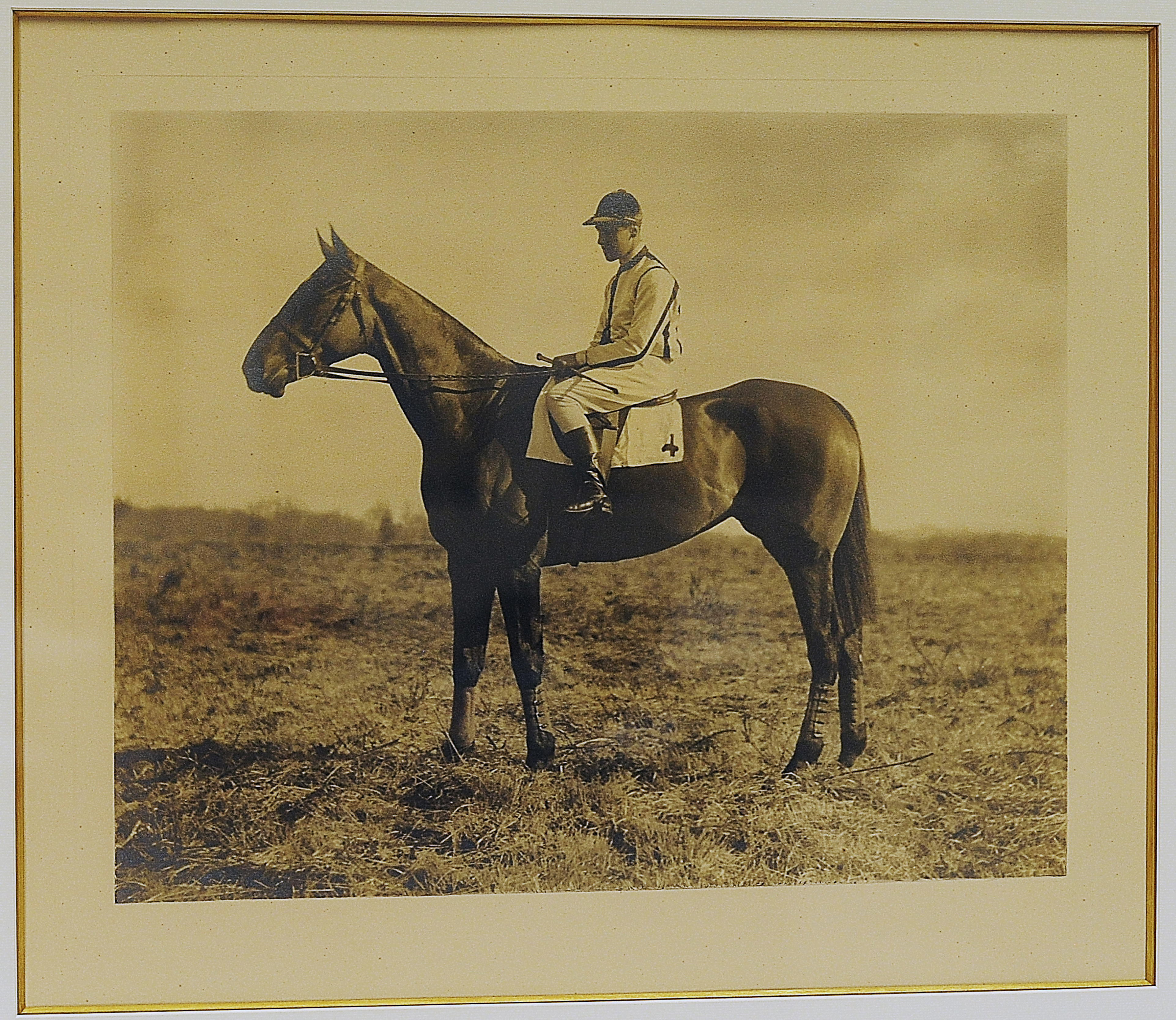
Goliath, l’un des chevaux de Harry La Montagne. Né en 1919, il remporte le Steeplechase de Pau en 1924. Collections du Cercle Anglais, Pau.

Le 2 mars 1871 il épouse Emma Morgan, fille du Dr. Thomas Morgan, à New London, Connecticut. On sait peu de choses d’elle, elle figure sur une demande de passeport conjoint en 1899 et lorsqu’en 1905, Harry La Montagne est nommé Directeur Général à la Golden Link Mining Company, Arizona, il était probablement veuf,,,.
Le 30 avril 1906, il se remarie avec Béatrice  Kinney à la cathédrale Saint-Patrick et la cérémonie est présidée par l’Archevêque Farley.
Béa est la fille de Francis Sherwood Kinney et de Mary Brady. Son père est l’un des fondateurs de Kinney Brothers Tobacco Company qui fusionnera ensuite avec American Tobacco Company. Cette fusion sera d’ailleurs l'objet d’un des premiers recours au titre des lois anti-trust à être jugé par la Cour Suprême, conduisant à la partition de la compagnie en 1911. Son frère est Abbot Kinney, second cofondateur de la société, connu pour avoir construit le front de mer voisin du Venice de Los Angeles.

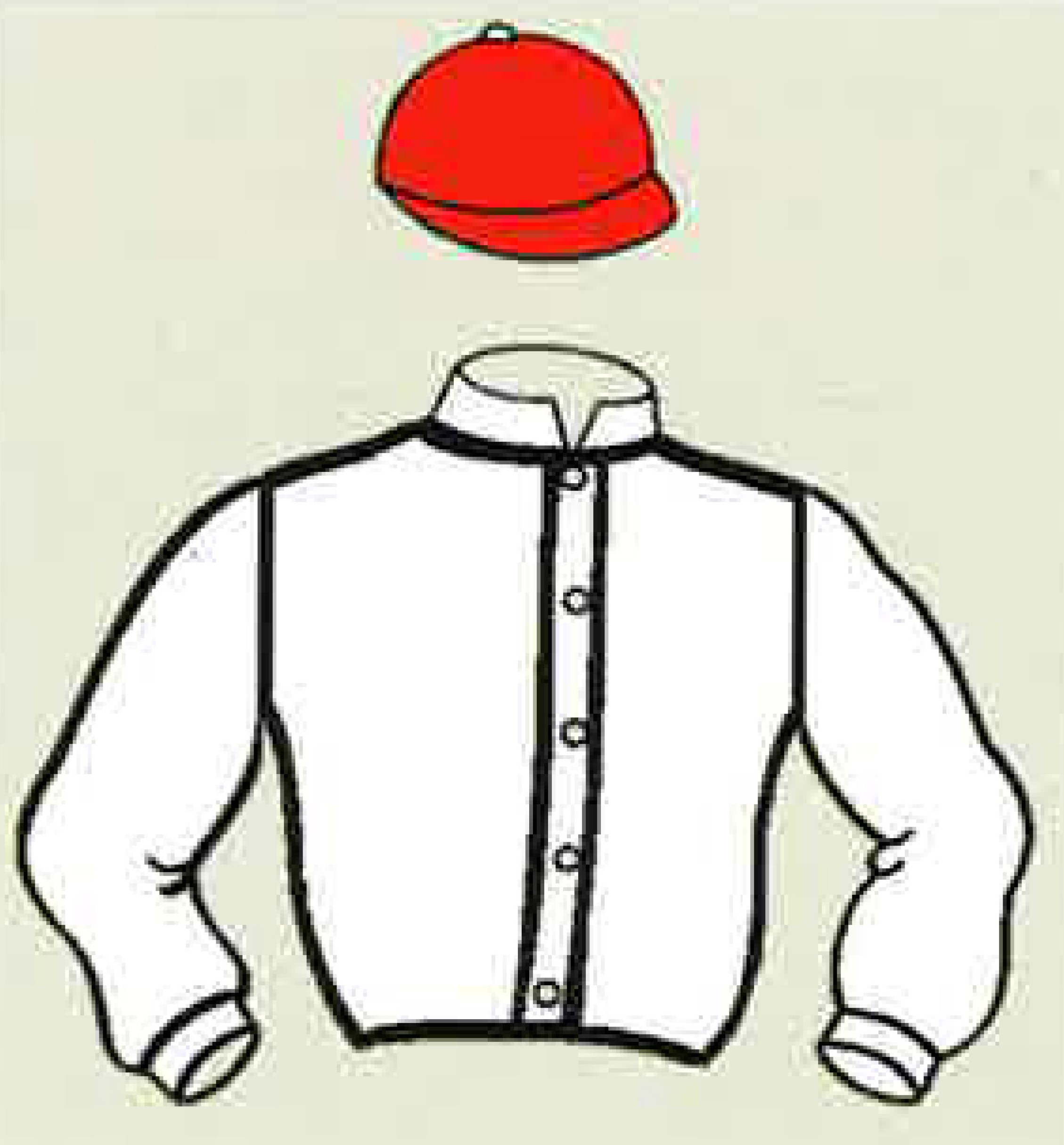
Casaque et toque de l'écurie Harry La Montagne.

En 1911, Harry fait transporter les chevaux de son écurie vers la France lorsque les paris sur les courses sont interdits aux États-Unis. Peu après le début de la Première Guerre mondiale, Harry retourne aux États-Unis après que ses chevaux aient été réquisitionnés par l’armée française. Là, le couple La Montagne vit entre Narragansett, New York et Aiken (Caroline du Sud), où les La Montagne chassent à courre avec Frederick Henry Prince et John Harvey Wright Junior, Maîtres d’équipage du Pau Hounds.
En 1917, à l’âge de 47 ans, Harry s’engage dans l’armée américaine et prend part aux combats en France en tant que major. Il sera décoré de la Légion d’Honneur le 16 mai 1919.
Entre 1920 et 1939 les La Montagne passent chaque hiver à Pau où ils louent la Villa Régina. C’est là que Harry commande en 1921 un portrait de Béatrice puis son propre portrait à Sir Alfred Munnings. Les La Montagne, en tant que membres de l’English Club, du Pau Golf Club et de la Société d’Encouragement sont des personnalités en vue de la colonie anglo-américaine de Pau. Ils participent aussi aux chasses du Pau Hunt.
Harry La Montagne était le propriétaire d’un célèbre cheval de course, Conniver, qui donna naissance au Grand Prix connu sous le nom de “Conniver Stakes”. Béatrice La Montagne mourut à New York le 22 décembre 1948, dans son appartement du Plaza Hotel.

## Œuvres
Harry La Montagne était un peintre amateur. La majorité de ses œuvres ont été réalisées pour sa famille et ses amis. Il peignait surtout des aquarelles et des gouaches mais utilisait aussi l’encre et la peinture à l’huile. La plupart de ses œuvres appartiennent encore à ceux à qui elles ont été données, souvent des membres du Cercle Anglais, ou à leurs descendants. Récemment une donation de plus de 200 œuvres a été faite au Cercle Anglais par la famille Dewavrin. Ce fonds est composé de deux albums et de 82 invitations aux réunions du Pau-Hunt illustrées à l’aquarelle, la gouache et l’encre, qu'Harry avait offerts à la cavalière Odette Dewavrin.

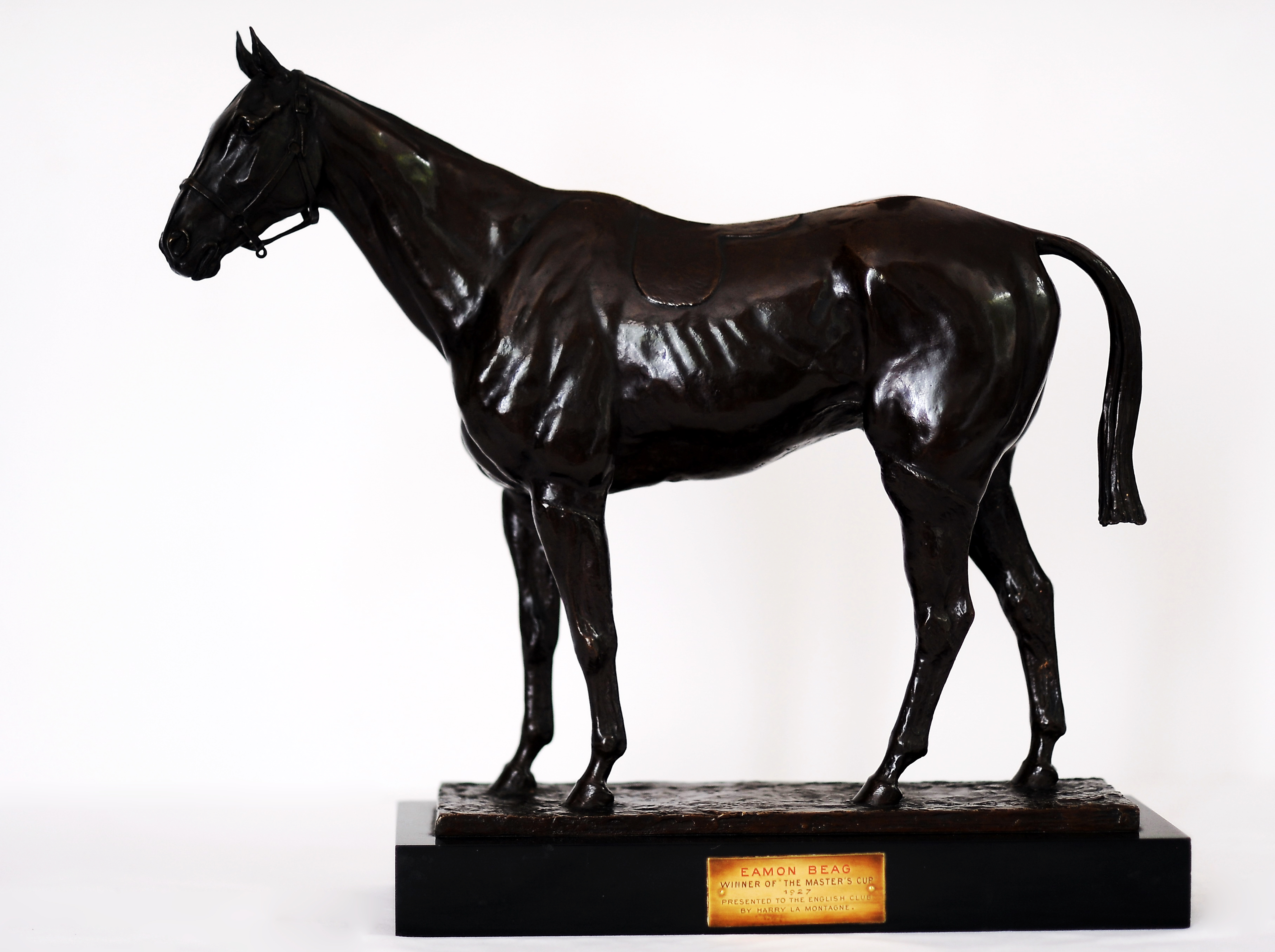
Harry La Montagne (1869-1959) Eamon Beag Bronze Collections du Cercle Anglais
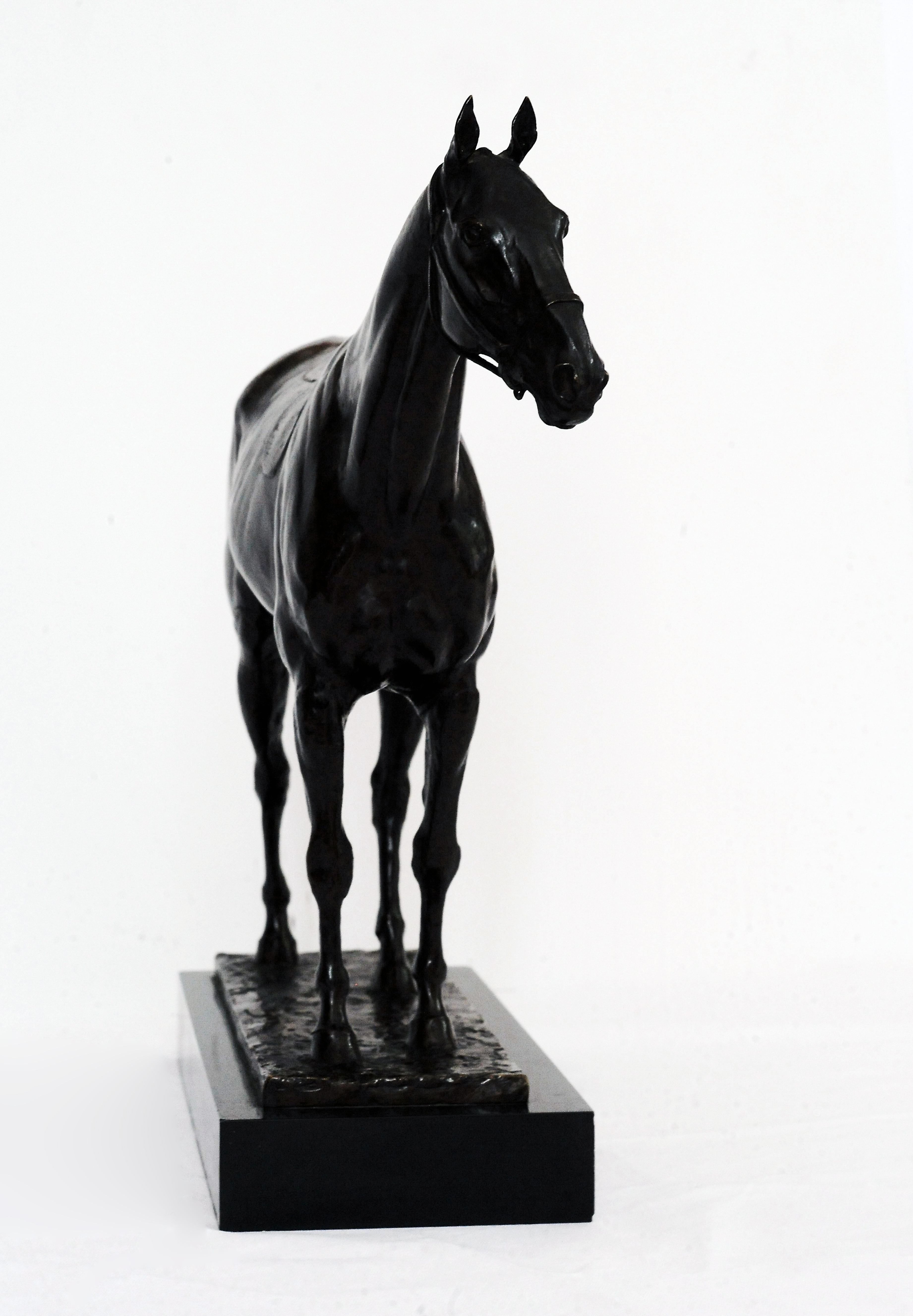
Harry La Montagne (1869-1959) Eamon Beag Bronze Collections du Cercle Anglais
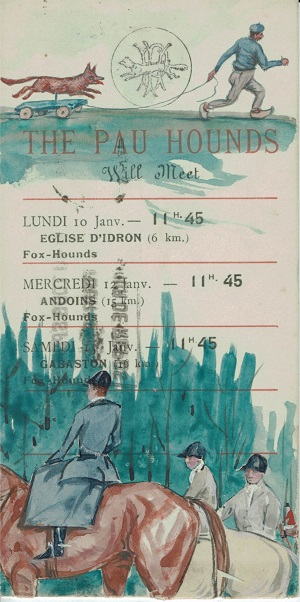
Harry La Montagne (1869-1959), 1938, Gouache and ink. Collections du Cercle Anglais
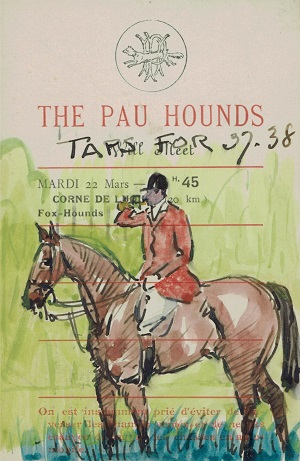
Harry La Montagne (1869-1959), 1938, Gouache and ink. Collections du Cercle Anglais
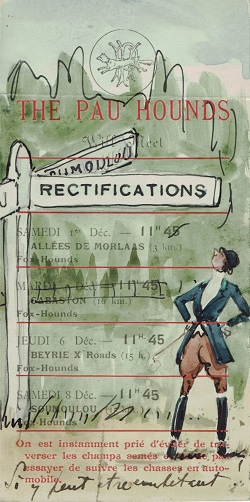
Harry La Montagne (1869-1959), 1934, Gouache and ink. Collections du Cercle Anglais
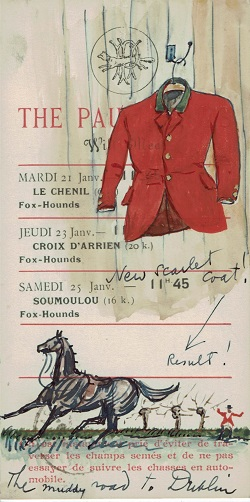
Harry La Montagne (1869-1959), 1936, Gouache and ink. Collections du Cercle Anglais
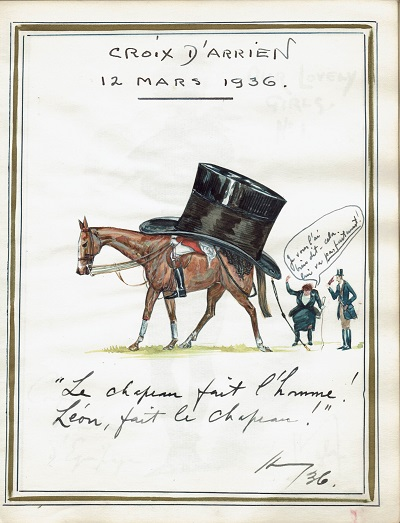
Harry La Montagne (1869-1959), 1936, Gouache and ink. Collections du Cercle Anglais